# Semjon Juljewitsch Semkowski

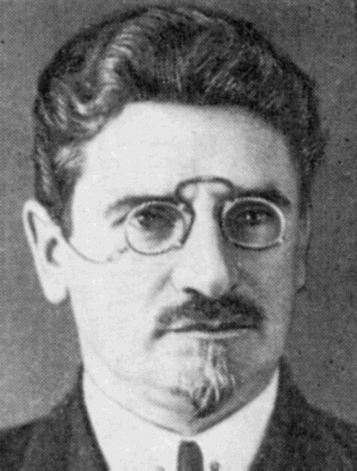
Semjon Semkowski

Semjon Juljewitsch Semkowski (russisch Семён Юльевич Семковский, eigentlich S. J. Bronstein; * 4. Märzjul. / 16. März 1882greg. in Mahiljou, Russisches Kaiserreich; † 18. März 1937) war ein sowjetischer Philosoph.

## Leben
Semkowski war ein Cousin und enger Mitarbeiter von Leo Trotzki.
Er studierte an der juristischen Fakultät der Universität Sankt Petersburg. Von 1907 bis 1917 war er in Wien im Exil. 1917 gehörte er zu den Organisatoren der Rückkehr der russischen Revolutionäre aus der Schweiz.
1918 ging er in die Ukraine und lehrte als Dozent an der Universität Kiew und zwischen 1920 und 1922 war er Professor an der Charkower Universität. Dort gründete er die erste wissenschaftliche Forschungsabteilung des Marxismus der Ukraine. 1929 wurde er Mitglied der Allukrainischen Akademie der Wissenschaften. Sein Forschungsschwerpunkt war Geschichte der Philosophie. Er publizierte von 1923 bis 1926.
1937 wurde er Opfer der Stalinschen Säuberungen und am 18. März 1937 hingerichtet. Im Dezember 1956 wurde er rehabilitiert.